# Noda (plataforma)
Noda es una plataforma global de banca abierta fundada en febrero de 2020 en Londres, Reino Unido, por Lasma Kuhtarska e Igor Loktev. La empresa está especializada en optimizar las operaciones de los comercios online. La plataforma tiene asociaciones con 2000+ bancos en 28 países y más de 30.000 sucursales bancarias en todo el mundo.

## Historia
Noda fue fundada por Lasma Kuhtarska e Igor Loktev en febrero de 2020 en Londres, Reino Unido. Al año siguiente, en abril de 2021, la empresa lanzó la versión beta de sus pagos bancarios abiertos. En julio de 2022, Noda conectó a la mayoría de los bancos de la UE y el Reino Unido. En octubre de 2022, se lanzaron los pagos B2C. En febrero de 2023, Noda se asoció con Wargaming, un editor de juegos multiplataforma, para lanzar pagos bancarios abiertos instantáneos para sus juegos. Esta colaboración introdujo varios métodos de pago online, incluidas las transacciones de cuenta a cuenta (A2A). El 4 de octubre de 2023, Noda se asoció con Tickets Travel Network, una empresa de distribución de viajes de la región EMEA. En diciembre de 2023, se lanzaron nuevos servicios, entre los que se incluyen los servicios de datos AIS y los enlaces de pago generados por IA. En febrero de 2024, Noda introdujo la verificación de identidad y medidas avanzadas contra el fraude.
En mayo de 2024, la empresa amplió sus operaciones a Canadá, Australia y Brasil, estableciendo empresas en estos países.  A finales de 2024, Noda presentó su plataforma de orquestación Pay & Go, diseñada para simplificar el registro, los procesos de Conoce a tu Cliente (KYC) y la gestión de pagos para empresas y sus clientes.
En enero de 2025, Noda lanzó páginas de pago impulsadas por IA, dirigidas a creadores de contenido y pequeñas y medianas empresas (pymes), que permiten crear interfaces de pago personalizadas sin necesidad de amplios conocimientos técnicos.
En marzo de 2025, Noda introdujo un servicio de pago mediante código QR para comercios físicos en el Reino Unido, posibilitando a los comerciantes aceptar pagos cuenta a cuenta sin necesidad de terminales de tarjeta tradicionales.
En abril de 2025, la empresa registró su marca en la Unión Europea para reforzar la protección de su identidad corporativa en los estados miembros.
En junio de 2025, Noda se asoció con la plataforma lituana de facturación Invoice123 para ampliar sus servicios de pago en tiempo real para pequeños negocios. Al mismo tiempo, la compañía lanzó Noda Prime, una solución destinada a apoyar a streamers en la recepción de donaciones con comisiones reducidas y mejor interacción con la audiencia.

## Actividades
Noda ofrece una API de banca abierta para que los negocios online integren pagos bancarios directos, centrándose en servicios comerciales como KYC, procesamiento de pagos, predicción del valor del tiempo de vida y optimización de la UX. Sus mercados clave son la UE, el Reino Unido, Canadá, Australia y Brasil.
Está asociada con 2000+ bancos de 28 países y tiene acceso a más de 30.000 sucursales bancarias en todo el mundo.
Noda opera a través de diez entidades jurídicas en Letonia, Polonia, Lituania, Malta, Chipre, España, Brasil, Australia y Canadá. Su sede principal, Naudapay Limited, se encuentra en Londres, Reino Unido.